# 哈利卡納蘇斯的戴歐尼修斯
哈利卡納蘇斯的戴歐尼修斯，哈利卡尔那索斯人（今博德鲁姆），罗马时期的古希腊语歷史學家、修辭學教師。

## 生涯
戴歐尼修斯在公元前30年羅馬內戰結束後移居羅馬。在那裏花了二十二年時間學習拉丁語和文學，並準備編寫他的羅馬史，原名（Roman Antiquities）。他的羅馬史，從羅馬之初寫到第一次布匿戰爭，站在親羅馬的立場上經過仔細研究寫成的，與蒂托·李維所寫羅馬史同為早期羅馬史最有價值的原始資料。這套書共二十卷，公元前7年公布於世，最後十卷已佚失。
在羅馬生活這段期間，戴歐尼修斯充當修辭學教師，並在當代教育許多傑出人物。戴歐尼修斯很可能是哈利卡納蘇斯的埃裏烏斯·戴歐尼修斯的祖先。